# United People’s Movement (St.Vincent und die Grenadinen)
United People’s Movement war eine politische Partei in St. Vincent und den Grenadinen. Sie trat erstmals 1979 in den Parlamentswahlen an. Damals erzielte sie 13,6 % der Stimmen, konnte jedoch keinen Sitz erringen. Kurz vor den Wahlen 1984 verließen mehrere Mitglieder die Partei und gründeten das Movement for National Unity, nachdem eine Mehrheit der Mitglieder der UPM abgelehnt hatte, die Politik von Fidel Castro zu verurteilen. Daraufhin verlor die Partei viele Stimmen und errang nur 3,2 % und keinen Sitz. In den 1989 errang die Partei nur 468 Stimmen. Sie trat bei späteren Wahlen nicht mehr an.

## Wahlen
| Wahl | Stimmen | %       | Sitze | ± | Position | Ergebnis           |
| ---- | ------- | ------- | ----- | - | -------- | ------------------ |
| 1979 | 4.467   | 13,55 % | 0/13  |   | 3.       | nicht im Parlament |
| 1984 | 1.350   | 3,20 %  | 0/13  |   | 3.       | nicht im Parlament |
| 1989 | 468     | 1,07 %  | 0/15  |   | ▼ 4.     | nicht im Parlament |